# Mače (Słowenia)
Mače – wieś w Słowenii, w gminie Preddvor. W 2018 roku liczyła 135 mieszkańców.